# Застава Чешке
Застава Чешке Републике идентична је застави бивше Чехословачке, а истовремено је прихваћена и као чешка национална застава.
Она је званичан државни симбол који представља Чешку Републику на домаћем и међународном плану. Употреба заставе је дефинисана чешким законом бр. 3/1993 Sb., о државним симболима Чешке Републике, у смислу Закона бр. 154/1998 Sb. и Законом бр. 352/2001 Sb.

## Опис и истицање
Застава се састоји од горње беле и доње црвене пруге, између којих је са стране јарбола увучен плави клин, који сеже до половине дужине заставе. При водоравном истицању заставе, клин је за посматрача усмерен надесно, тј. на левом делу заставе је плави клин, чији врх 'гледа' удесно. Ако се застава истиче усправно, бела пруга је са посматрачеве леве стране, а клин је увек усмерен надоле.

## Историја
Историјске боје чешких земаља биле су црвена и бела, исто као и боје суседне Пољске. У време чешког народног препорода, почињу да се јављају пансловенске идеје, које су имале за последицу додавање биколори и треће боје - плаве. (Постоје два тумачења – према једном, ради се о Словачким, а према другом да су преузете боје руске триколоре.)
Након проглашења независне Чехословачке Републике 1918. године, појавио се проблем налажења одговарајуће заставе, која би репрезентовала нову независну државу у свету. Специјална комисија добила је 1919. године, на подстицај универзитетског професора Г. Фридриха, задатак да направи предлог нове заставе. Направљено је неколико предлога, од којих је највише позитивног одзива имао предлог хоризонталне биколоре, допуњене плавим клином. После дораде, клин је продужен, тако да сада уместо 1/3, досеже до 1/2 дужине заставе. Ово су озваничили посланици, доношењем закона који је дефинисао изглед државне заставе, три државна грба и државног печата (прихваћен 30. марта 1920. у 18:45).
Овим је застава оваквог изгледа постала званична застава Чехословачке и била је то наредних 70 година, све до нестанка ове државе. Живот заставе се међутим наставио и траје све до данас - као застава Чешке Републике.
Застава Чехословачке ратне морнарице, дефинисана је тек 1930. године, као чехословачка застава са ондашњим малим државним грбом у левом горњем углу (прислоњеним уз горњу ивицу и јарбол).
Застава није била на снази само за време немачке окупације чешких земаља - у време Протектората Чешка и Моравска у периоду 1939—1945, када је на снази била застава са три хоризонталне пруге. Оваква застава била је направљена на основу боја дефинисаних у уставу Чехословачке из 1920. године.
После рата, враћена је у употребу предратна чехословачка застава, мада је педесетих година уведено њено обавезно истицања уз совјетску или црвену заставу. Размишљало се и о уношењу социјалистичких симбола, на крају је промењена само застава ратне морнарице, где се лав уместо на штиту, нашао на пољу облика петокраке (важила 1955-1960).
После федерализације Чехословачке 1969. године, започет је рад на посебним симболима Чешке Социјалистичке Републике, али су политички догађаји после 1968. одложили њихово доношење, све до продемократски политичких промена у Чехословачкој.
1990. године обе републике ондашње заједничке државе, донеле су законе о својим заставама: Чешка се привремено вратила бело-црвеној биколори (а Словачка је тада усвојила бело-плаво-црвену триколору без грба).
Након распада федералне Чехословачке (1.1. 1993), првобитну чехословачку заставу преузела је Чешка Република, упркос томе што је овакав поступак био у супротности са претходним договором између чешких и словачких политичких првака, па и са законом о распаду федереације. Ради очувања интегритета боја, плава боја клина сада се интерпретира као боја једне од чешких историјских земаља - Моравске, која је током историје на бојиштима наступала под грбом са плавом подлогом (Грб Моравске).